# Falyn Fonoimoana
Falyn Talei Fonoimoana (ur. 13 marca 1992 w Hermosa Beach) – amerykańska siatkarka, reprezentantka kraju grająca na pozycji atakującej/przyjmującej.

## Kariera
Karierę rozpoczęła w drużynie University of Southern California, uczestnicząc w mistrzostwach NCAA. W 2012 roku przerwała karierę z powodu macierzyństwa. Wróciła do gry w sezonie 2013 występując w zespole Orientales de Humacao w portorykańskiej Liga Superior. W następnym sezonie przeniosła się do zespołu Criollas de Caguas, zdobywając mistrzostwo i puchar kraju. Sezon 2014/15 ponownie rozpoczęła w Portoryko w drużynie Lancheras de Cataño, w trakcie sezonu rozwiązała jednak umowę z klubem i dołączyła do zespołu PGE Atom Trefl Sopot, występującego w ORLEN Lidze.

## Sukcesy klubowe
Puchar Portoryko:
- 2014

Mistrzostwo Portoryko:
- 2014

Puchar Polski:
- 2015

Puchar CEV
- 2015

Mistrzostwo Polski:
- 2015

## Sukcesy reprezentacyjne
Igrzyska Panamerykańskie:
- 2015

## Nagrody, wyróżnienia
- 2010 - USA NCAA Division I: MVP fazy regionalnej